# Mediaster aequalis
Espèce
Mediaster aequalis est une espèce d'étoile de mer de la famille des Goniasteridae.

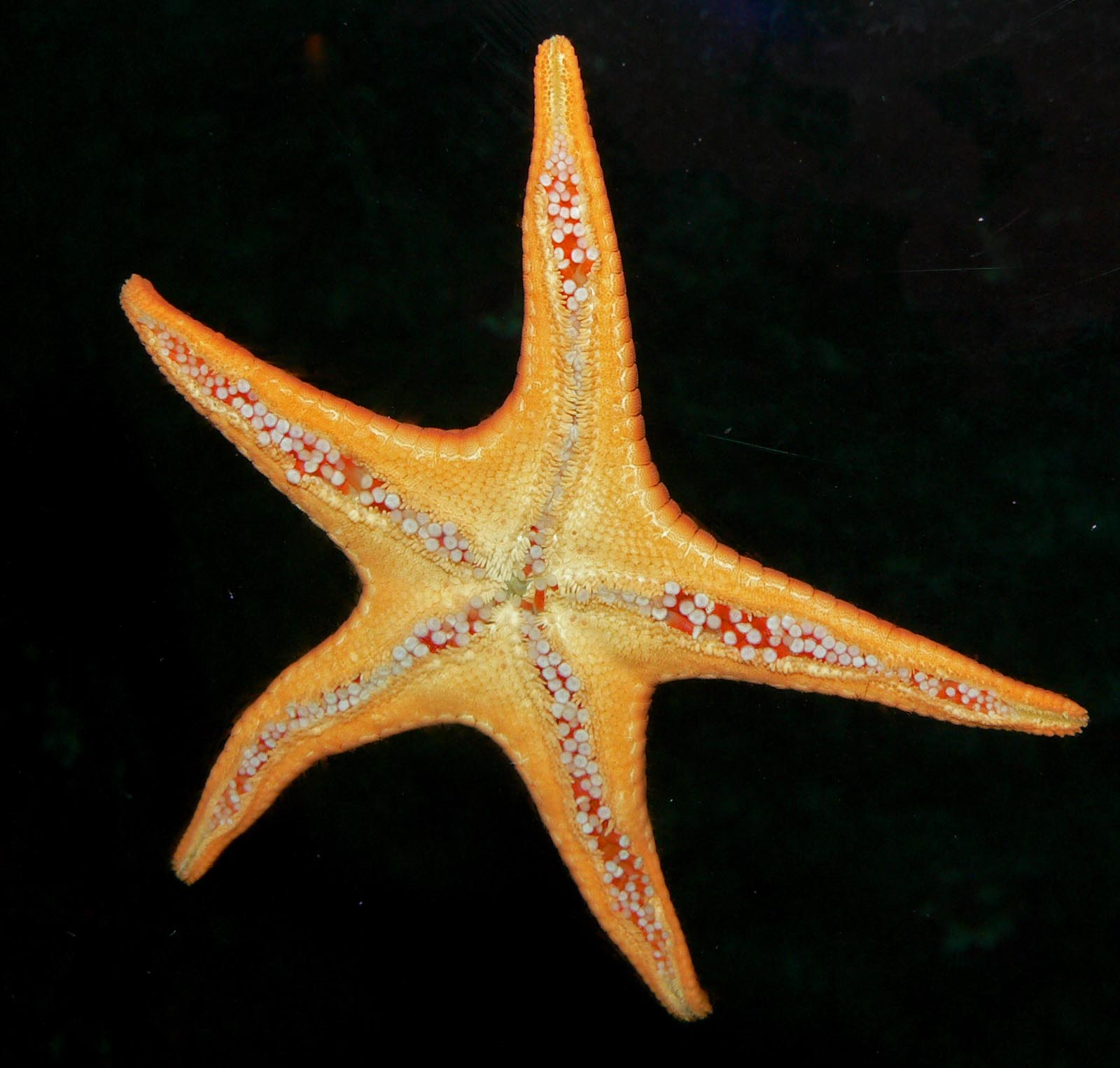
Face aborale.